# عزلة السواد (ذمار)

تعديل مصدري - تعديل

عزلة السواد هي إحدى عزل مديرية الحداء في محافظة ذمار اليمنية ويبلغ تعداد سكانها 3286 نسمة حسب التعداد السكاني في اليمن لعام 2004.